# Calliope (instrument)
Pour les articles homonymes, voir Calliope (homonymie).

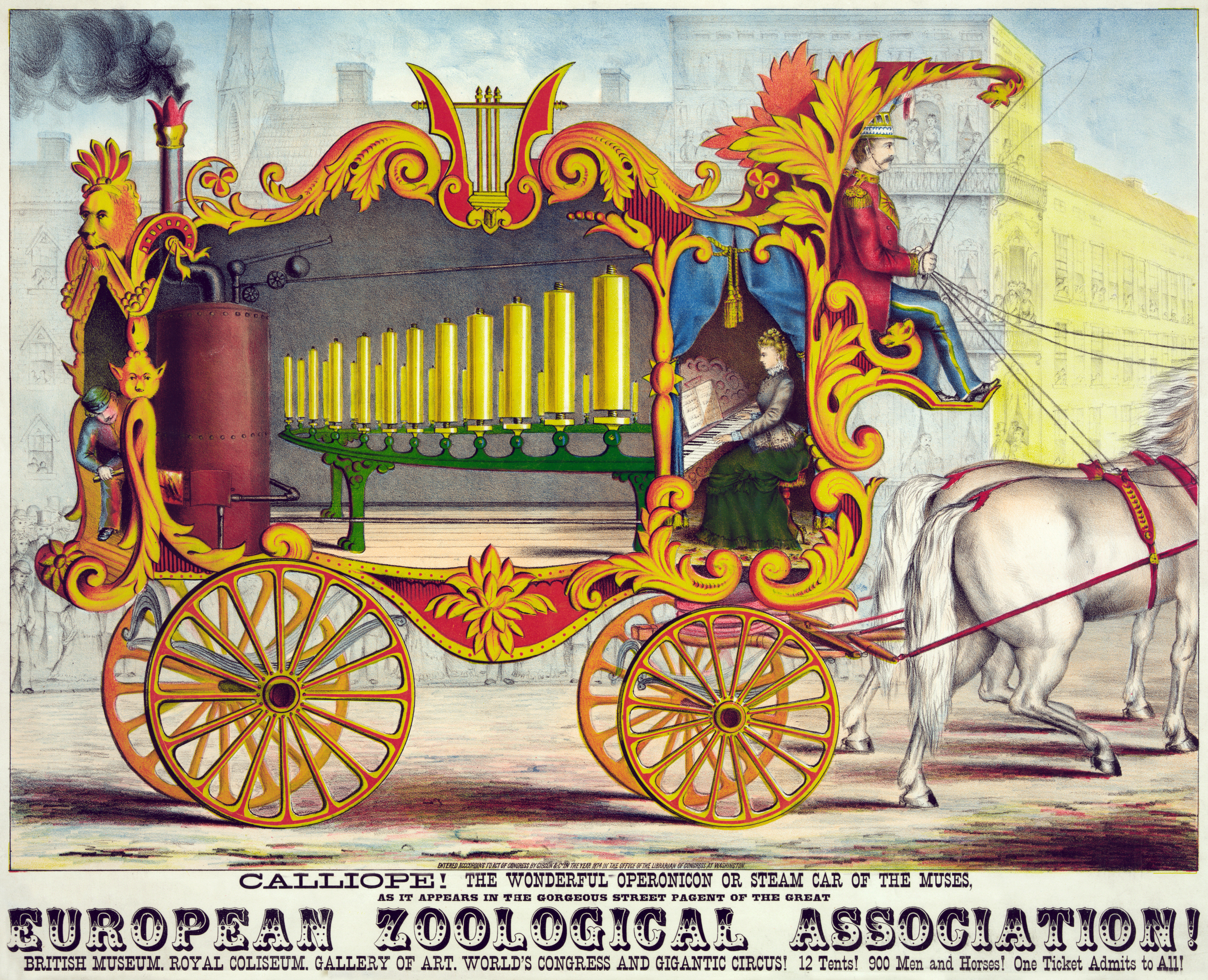
« Calliope, la merveilleuse operonicon ou la voiture à vapeur des muses » – affiche de publicité, 1874.

Un calliope est un instrument de musique qui produit du son par l'envoi d'un gaz, à l'origine de la vapeur ou, plus récemment, de l'air comprimé, à travers des sifflets — à l'origine du sifflement de la locomotive.
Le calliope est généralement très bruyant. Même des petits calliopes sont audibles à des kilomètres. Il n'y a aucun moyen de varier le timbre ou la nuance. Musicalement, la seule expression possible est de varier la hauteur, le rythme et la durée des notes.
La calliope à vapeur est également connu comme un orgue à vapeur ou piano à vapeur. Le calliope à air est parfois appelé un calliaphone.
Normalement, le calliope a trente-deux sifflets.

## Galerie

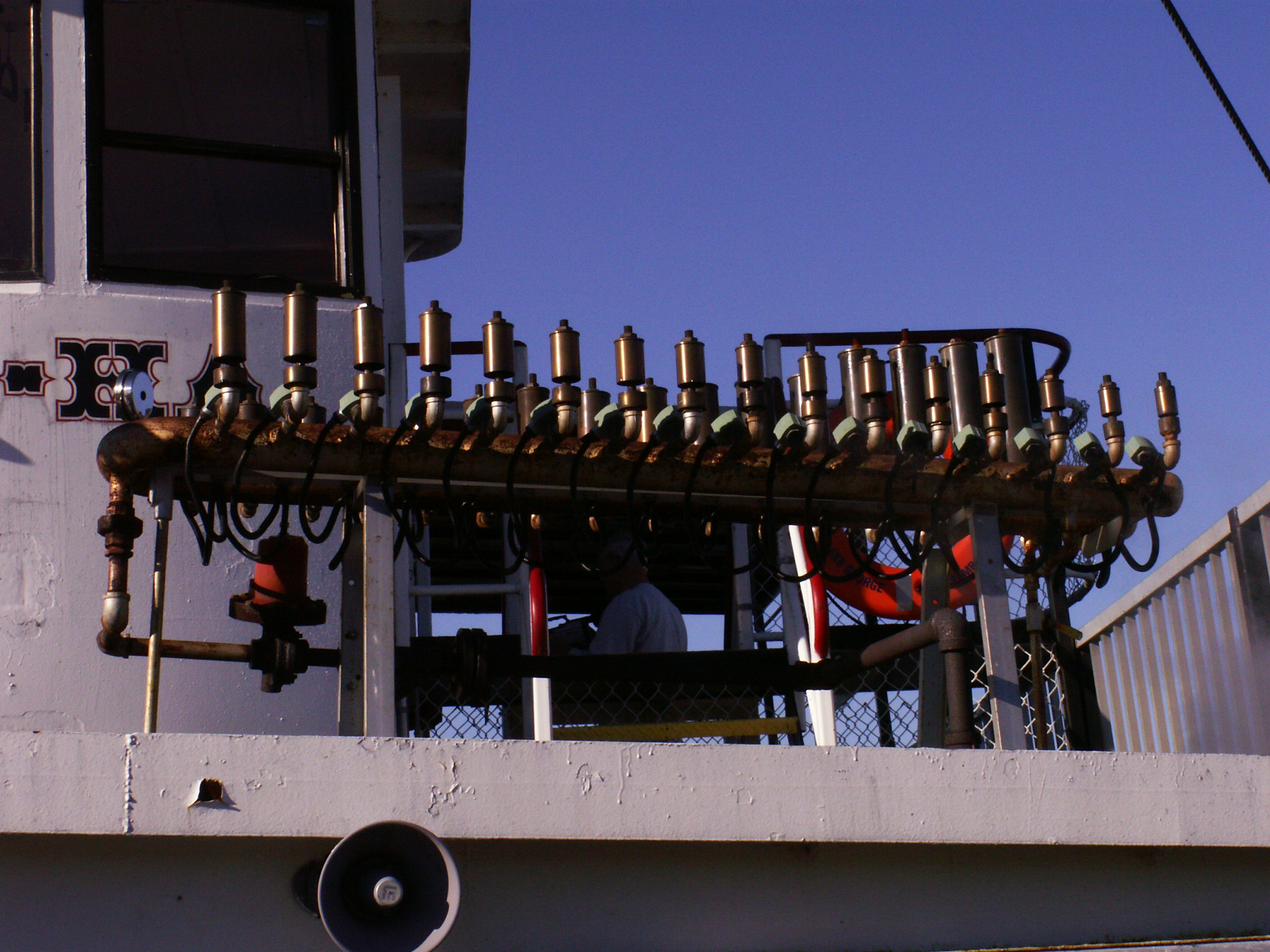
Calliope sur la Minne-Ha-Ha, un bateau à roues à aubes sur le lac George.
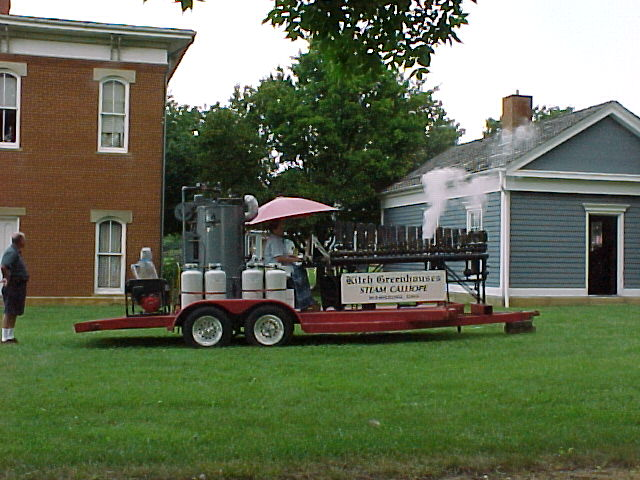
Calliope à vapeur de Kitch Greenhouse, Ohio Historical Society – juillet 2006.
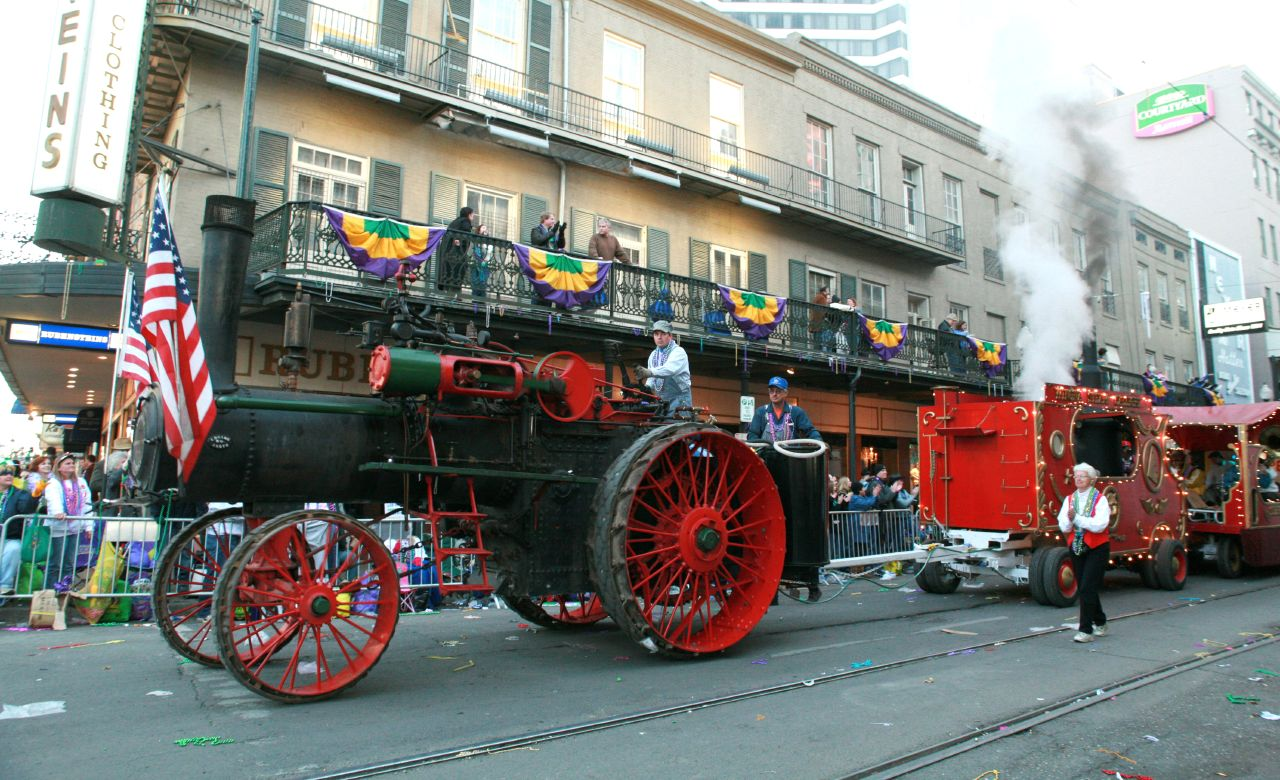
Calliope de foire tracté, Nouvelle-Orléans Mardi Gras 2007.
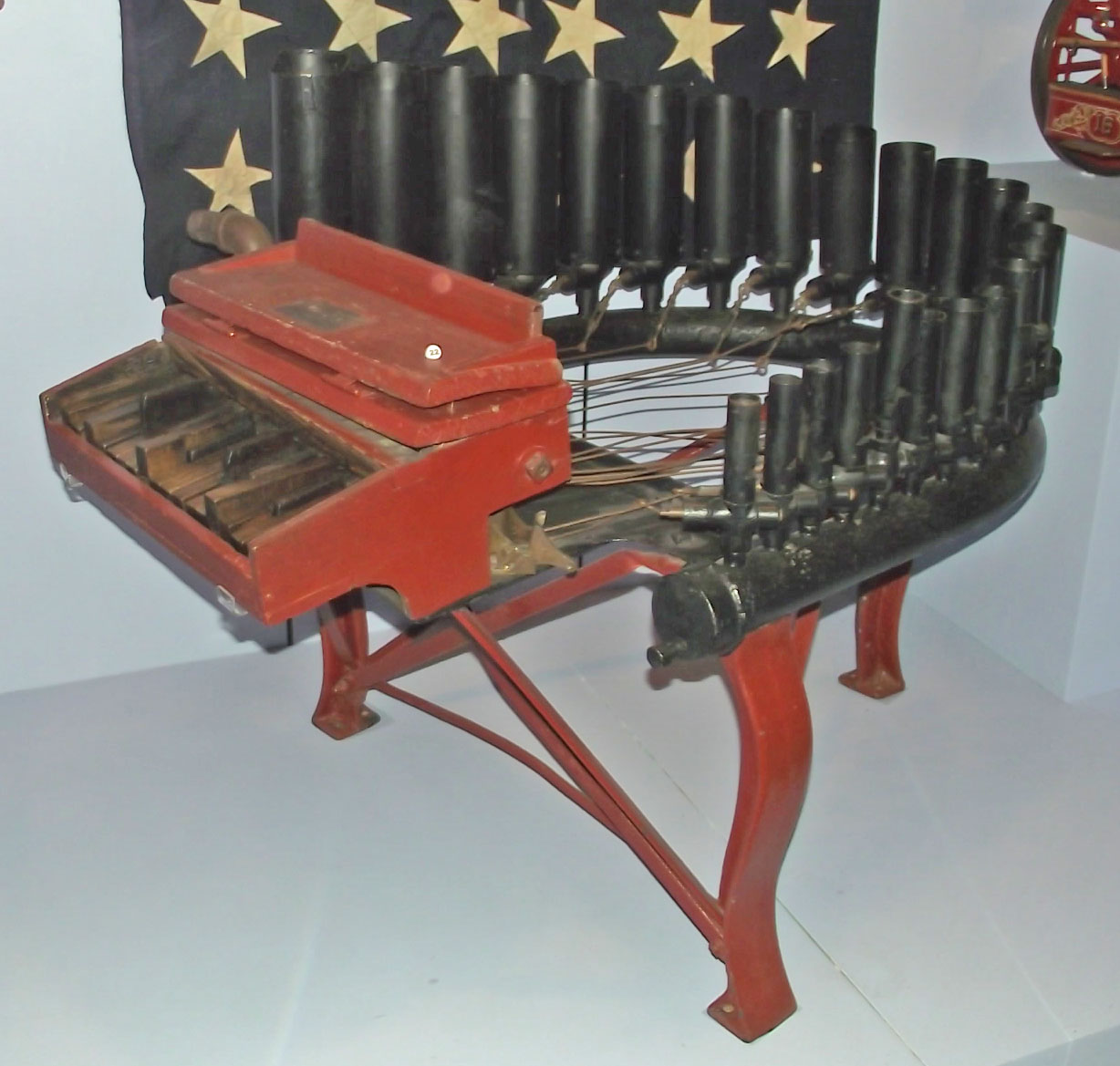
Calliope à vapeur (vers 1901) construit par George Kratz et utilisé sur le showboat français New Sensation au Mariners' Museum.

## Dans la culture populaire
Les Beatles, dans l'enregistrement de Being for the Benefit of Mr. Kite! extrait de l'album Sgt. pepper's Lonely Hearts Club Band, utilisent des bandes de musique calliope pour créer l'atmosphère d'un cirque.
La chanson The Tears of a Clown de Smokey Robinson & the Miracles, d'abord publié en 1967 et dont la musique a été composée par Stevie Wonder et Hank Cosby, comporte un motif caractéristique de calliope de cirque qui a inspiré Smokey Robinson pour le thème lyrique du clown triste.